# 山下仁
山下 仁（やました ひとし、1960年 - ）は、日本の社会言語学者。大阪大学大学院人文学研究科教授。元日本独文学会理事。

## 人物・経歴
神奈川県横浜市出身。横浜市立金沢高等学校卒業後、1983年立教大学文学部ドイツ文学科卒業。1986年立教大学大学院文学研究科ドイツ文学専攻博士課程前期課程修了。1991年立教大学大学院文学研究科ドイツ文学専攻博士課程後期課程退学。
1992年大阪大学言語文化部講師。1996年大阪大学言語文化部助教授。2005年大阪大学言語文化研究科助教授。2007年大阪大学大学院言語文化研究科准教授。2013年大阪大学大学院言語文化研究科教授。2015年日本独文学会理事。2022年大阪大学大学院人文学研究科教授。

## 著作
- 『批判的社会言語学の諸相』（植田晃次, 義永未央子と共著）大阪大学言語文化部 2003年
- 『批判的社会言語学の射程』（植田晃次, 柿原武史と共著）大阪大学大学院言語文化研究科 2005年
- 『ことば/権力/差別 : 言語権からみた情報弱者の解放』（ましこ・ひでのり編著） 三元社 2006年
- 『多言語主義再考 : 多言語状況の比較研究』（砂野幸稔編）三元社 2012年
- 『インターカルチュラル・コミュニケーションの理論と実践』（三牧陽子, 村岡貴子, 義永美央子, 西口光一, 大谷晋也編）くろしお出版 2016年
- 『人類学・社会学的視点からみた過去、現在、未来のことばの教育 : 言語と言語教育イデオロギー』（佐藤慎司, 村田晶子編著）三元社 2018年
- 『ドイツ語と向き合う』（井出万秀, 川島隆編）ひつじ書房 2020年

### 編集
- 『「正しさ」への問い : 批判的社会言語学の試み』（野呂香代子と共編著）三元社 2001年
- 『「共生」の内実 : 批判的社会言語学からの問いかけ』（植田晃次と共編著）三元社 2006年
- 『話しことば研究の射程』（白井宏美と共編）日本独文学会 2010年
- 『言語意識と社会 : ドイツの視点・日本の視点』（渡辺学, 高田博行と共編著）三元社 2011年
- 『「共生」の内実 : 批判的社会言語学からの問いかけ : 新装版』（植田晃次と共編著）三元社 2011年
- 『ドイツ語の社会語用論』（渡辺学と共編）ひつじ書房 2014年
- 『ことばの「やさしさ」とは何か : 批判的社会言語学からのアプローチ』（義永美央子と共編）三元社 2015年
- 『冠詞の思想 : 関口存男著『冠詞』と意味形態論への招待』（細谷行輝, 内堀大地と責任編集）三修社 2016年
- 『断絶のコミュニケーション』（高田博行と共編）ひつじ書房 2019年
- 『対抗する言語 : 日常生活に潜む言語の危うさを暴く』（柿原武史, 仲潔, 布尾勝一郎と共編著）三元社 2021年

### 翻訳
- 『言語とその地位 : ドイツ語の内と外』（檜枝陽一郎と共訳）三元社 1992年